# 陆氏宅
31°38′40″N 120°17′21″E / 31.64451°N 120.28926°E
陆氏宅、又称陆定一祖居，位于中华人民共和国江苏省无锡市惠山区堰桥街道天一社区老陆巷4号，是江苏省文物保护单位。

## 特点
陆氏宅坐北朝南。1906年陆定一在此地出生，并度过六年童年，之后此宅用于陆氏家族使用。2004年10月，堰桥镇政府开始对其进行保护修复。2003年6月，无锡市人民政府认定其为无锡市文物保护单位。2006年6月8日对外正式开放。2011年12月30日，江苏省人民政府认定其为江苏省文物保护单位。

## 相关
- 陆定一故居